# 西ノ島町営バス

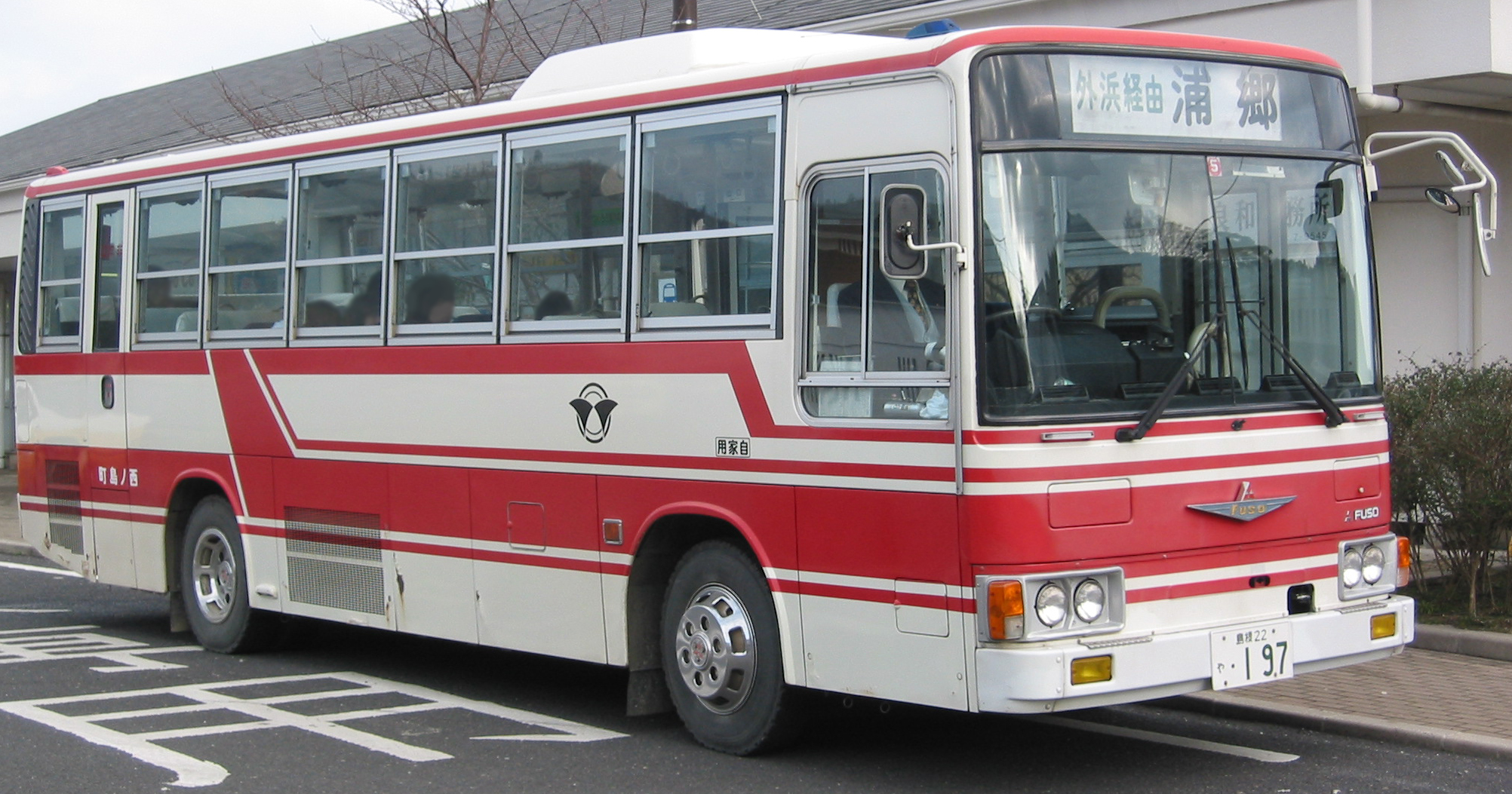
西ノ島町営バスの車両（2004年）

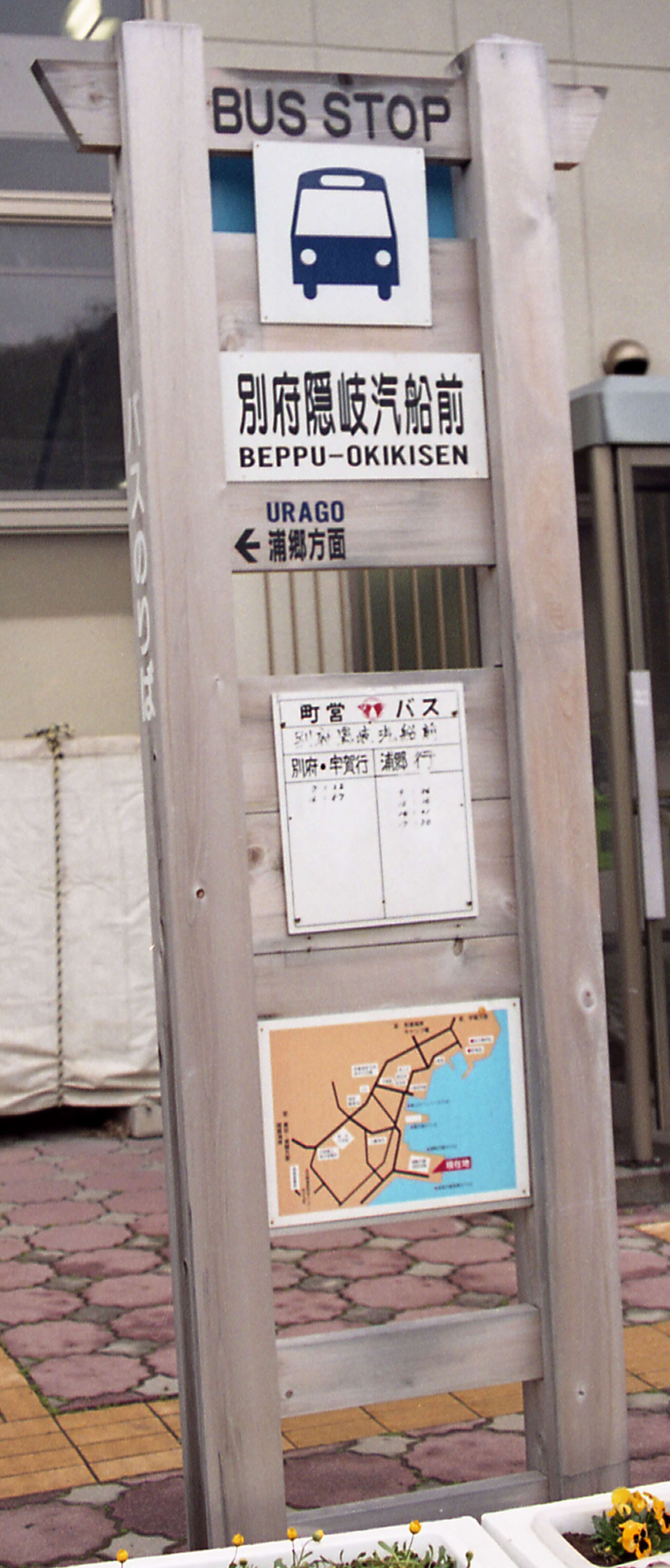
西ノ島町営バスのバス停

西ノ島町営バス（にしのしまちょうえいバス）は、島根県隠岐郡西ノ島町が運行するコミュニティバス（自治体バス）。運行形態は、道路運送法の規定に基づく自家用自動車（白ナンバー車）による有償運送である。
大新東に運行業務を委託している。

## 沿革
- 1972年5月1日 - 西ノ島町営バス運行開始[1]。

## 運賃・乗車券類
- 料金は200円均一。小学生は半額で乳幼児・80歳以上は無料。
  - 回数券（10回分につき10％引き）や、定期券（通勤と通学とがあり、それぞれ1ヵ月用のみ）もある。

## 路線
浦郷から船引運河を経由して別府集落までを結ぶ路線と、船引運河を経由せず南側の西ノ島大橋を渡って別府港の隠岐汽船発着場を直結する路線が幹線である。また、由良バス車庫と別府港からそれぞれ支線が発着する。

### 幹線
- 由良バス車庫 - 浦郷 - 小中学校前 - 外浜海水浴場　- 大津 - 西ノ島町役場（ - 町民プール） - 美田ダム入口 - 別府交通センター - 別府隠岐汽船乗り場前（ - 島前病院前）
- 《西ノ島大橋直通便》由良バス車庫 - 浦郷 -  別府交通センター - 別府隠岐汽船乗り場前　- 島前病院前

### 支線
- 由良バス車庫　-　国賀海岸
  - 4月半ばから9月の期間中のみ運行。全便がそのまま別府方面と直通している。

珍崎線
- 浦郷 - 由良バス車庫 - 赤ノ江 - 珍崎
  - 土曜・日曜・祝日は運休。

三度線
- 浦郷 - 由良バス車庫 - 赤ノ江 - 三度
  - 土曜・日曜・祝日は運休。

波止線
- 由良バス車庫 - 浦郷 - 大津 - 波止
  - 土曜・日曜・祝日は運休。一部波止、大津から別府、島前病院に直通する便がある。

宇賀線
- 別府隠岐汽船乗り場前 - 島前病院前 - 物井 - 宇賀
  - 土曜・日曜・祝日は運休。浦郷方面とそのまま直通している便もある。
- 別府隠岐汽船乗り場前 - 島前病院前 - 大山
  - 土曜・日曜・祝日は運休。全便が浦郷方面とそのまま直通している。